# Dejan Milojević
Dejan Milojevic (Belgrado, RS de Serbia, 15 de abril de 1977-Salt Lake City, Estados Unidos, 17 de enero de 2024) fue un jugador y entrenador de baloncesto serbio. Con 2,01 metros de altura, jugaba de ala-pívot.

## Trayectoria deportiva

### Inicios
Milojevic nació y creció en Belgrado, comenzó a jugar al baloncesto en un pequeño club llamado KK Beovuk 72. Él era una estrella dominante jugando en las ligas juveniles, una vez logró anotar 141 puntos en un partido.[cita requerida]

### Profesional
Su carrera profesional comenzó en 1998 en el KK FMP de un suburbio de Belgrado llamado Zeleznik. Jugando dos temporadas en el club.  Logró un promedio de dobles figuras en las dos temporadas que estuvo en el FMP, y ganó el premio MVP de la liga en 1999.
En 2000, Milojevic se fue al Budućnost Podgorica de Montenegro, donde ganó su primer campeonato nacional en 2001. Pasó tres temporadas más allí, mejorando sus habilidades y su juego cada año. Dominando ya la pintura, mejoró su lanzamiento de tres puntos y de tiro libre. En el Budućnost consiguió ganar un par de premios MVP más, en 2003 y 2004.
Después de promediar 20.5 puntos y 10.8 rebotes por partido en la temporada 2003-2004, consiguió su tercer premio MVP, Milojevic decidido fichar por algún equipo de Euroliga, firmó por el Partizan Belgrado. Milojevic promedió 20,8 puntos, 11,5 rebotes y 3 robos y asistencias por partido. Fue un jugador clave para la victoria del Partizan en la liga doméstica, perdiendo solo un partido en los playoffs.
En la temporada 2005-06, otro año bastante malo para Partizan en la Euroliga, Milojevic promedio dobles figuras en Euroliga, anotando 16.4 puntos y capturando 10 rebotes por partido, ganando un par de veces el galardón de jugador de la semana y siendo el jugador con mejor valoración del torneo promediando 23.6. Consiguió ganar de nuevo la liga de su país con el Partizan. Consiguiendo de nuevo el MVP de la final.
Con el equipo nacional, Milojevic ganó la medalla de oro en 2001 del Eurobasket en Turquía.
En el verano de 2006 decide abandonar el Partizan y fichar por el Pamesa Valencia, abandonando por primera vez en su carrera su país.

### Entrenador
En 2012, tres años después de  retirarse como jugador, Milojević se convirtió en entrenador del equipo serbio del Mega Vizura. En su primera temporada con el equipo tuvo un gran éxito, llevando a su equipo a la semifinal de la Liga de Baloncesto de Serbia. En su primera temporada en la Liga ABA, llevó al equipo al octavo lugar con un récord de 12-14. 
El 1 de junio de 2020, terminó su contrato con KK Mega Basket. En 345 partidos durante ocho temporadas, tuvo un balance de 173-172.
En 2018, Milojević probó por primera vez en la NBA como entrenador en la Liga de Verano con los Houston Rockets.
El 5 de diciembre de 2019, Milojević fue nombrado entrenador asistente de la selección nacional de Serbia, formando parte del staff técnico de Igor Kokoškov.
El 28 de enero de 2021, el club montenegrino del Budućnost contrató a Milojević como su nuevo entrenador, firmando un contrato de dos años y medio. Al final de la temporada lograría la Liga Montenegrina de Baloncesto y la Copa de baloncesto de Montenegro.
El 17 de junio de 2021, firma como entrenador asistente de los Golden State Warriors de la NBA.
Murió el 17 de enero de 2024 a causa de un infarto.

## Logros y reconocimientos

### Campeonatos nacionales
- Campeón de Liga y Copa de Yugoslavia 2000-01 con el Buducnost
- Campeón de la Liga de Serbia y Montenegro 2004-2005 con el Partizan
- Subcampeón de la Liga Adriática 2005-2006 con el Partizan
- Campeón de la Liga de Serbia y Montenegro 2005-2006 con el Partizan

### Copas internacionales
- Medalla de Oro en el Europeo Sub-22 de 1998.
- Medalla de Oro en el Eurobasket 2001

### Distinciones individuales
- MVP de la Liga de Serbia y Montenegro 2005-2006 con el Partizan
- MVP de la Liga de Serbia y Montenegro 2003-2004 con el Buducnost
- MVP de las finales de la Liga de Serbia y Montenegro 2004-2005 con el Partizan.